# HD 187653
HD 187653，又名CP-61 6426，SAO 254683、HR 7558，是一颗恒星，视星等为6.24，位于銀經335.74，銀緯-31.09，其B1900.0坐标为赤經19h 45m 56.7s，赤緯-61° -31.09′ 44″。